# General Ángel Vicente Peñaloza
General Ángel Vicente Peñaloza is een departement in de Argentijnse provincie La Rioja. Het departement (Spaans:  departamento) heeft een oppervlakte van 3.106 km² en telt 3.127 inwoners.

## Plaatsen in departement General Ángel Vicente Peñaloza
- Alcázar
- Chila
- Punta de los Llanos
- Sierra de los Quinteros
- Tama
- Tuizón